# Cezzâr Ahmed Pascha

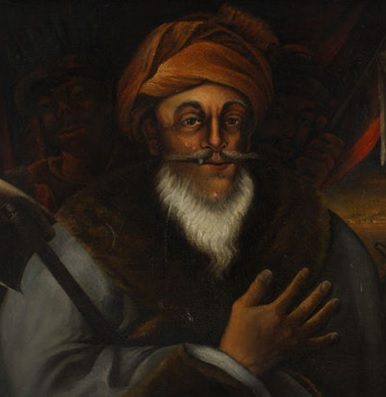
Dschazzar Pascha, Ölbild von Thomas Aldridge (1775)

Ahmad (Bascha) al-Dschazzar (arabisch أحمد باشا الجزار Ahmad Bāschā al-Dschazzār, DMG Aḥmad Bāšā al-Ǧazzār, türkisch Cezzâr Ahmed Paşa; geboren um 1722 in Bosnien; gestorben 1804) war von 1775 bis zu seinem Tod osmanischer Gouverneur von Sidon, wo er weitgehend unabhängig von der osmanischen Zentralregierung herrschen konnte. Zudem wurde ihm in den Jahren 1785, 1790, 1799 und 1803 auch das Eyâlet Damaskus anvertraut.

## Leben
Über al-Dschazzars Herkunft und Kindheit gibt es wenig gesicherte Fakten. Er stammte aus Bosnien. Einige Quellen behaupten, seine Eltern seien Christen gewesen. Mit 16 trat er als Soldat in die Dienste des osmanischen Großwesirs Hekimoğlu Ali Pascha. 1756 begleitete er Ali Pascha nach Ägypten, der dort das Gouverneursamt übernahm. Dort schloss sich Ahmed dem Haushalt von Abdallah Bey an. Nachdem Abdallah als Gouverneur (kaschif) des Bezirks Buhaira von Beduinen getötet wurde, wurde er von Scheich al-Balad Ali Bey zu dessen Nachfolger ernannt und in das Beylikat erhoben. Wahrscheinlich wegen seines brutalen Vorgehens gegen die Beduinen als Rache für den Tod seines Patrons, erhielt er den Beinamen al-Dschazzar:50 (der Schlächter). Er wurde ein Anhänger von Ali Bey, der seit 1763 versuchte seine Macht gegenüber anderen Haushalten auszubauen. Ahmed begleitete Ali Bey 1766, als dieser gezwungen war nach Syrien zu flüchten. Mit Unterstützung von Salih Bey al-Qasimi gelang Ali ein Jahr später seine alte Machtposition in Ägypten wiederzuerlangen. Im Machtkampf zwischen den ehemaligen Alliierten schloss sich Ahmed Salih Bey an. Als dieser ermordet wurde, floh er 1768 nach Syrien und baute sich dort einen eigenen Haushalt auf.
Während des Russisch-Türkischen Kriegs vernichtete im Juli 1770 eine russische Flotte fast die gesamte osmanische Kriegsflotte (Seeschlacht von Çeşme) und verblieb darauf im östlichen Mittelmeer, um mit Agenten lokale Herrscher gegen das Osmanische Reich aufzuwiegeln und gegebenenfalls zu unterstützen. So kam es zu einer Allianz zwischen Ali Bey, der seit 1769 offen gegen das Osmanische Reich revoltierte, und Dhaher al-Omar, der seit den 1730er Jahren als Usurpator von der osmanischen Zentralregierung als Herrscher von Galiläa geduldet wurde, gegen das Osmanische Reich. Ein weiterer Lokalherrscher, der Emir der Drusen Yusuf Schihab, blieb zunächst dem osmanischen Sultan loyal und beauftragte 1772 Ahmed mit der Verteidigung Beiruts gegen die Russen und deren Alliierte. Als Ahmed öffentlich erklärte nicht Yusuf, sondern einzig den osmanischen Sultan als Herrscher anzuerkennen, verbündete sich Yusuf mit Dhaher. Beirut wurde 1773 durch die russische Flotte bombardiert und mithilfe von Dhaher und Yusuf belagert. Nach vier Monaten Belagerung nahm Ahmed das Angebot von Dhaher an, die Stadt zu übergeben und mit seinen Truppen sich in seine Dienste zu stellen, floh aber bei erster Gelegenheit. Für seine Loyalität zum osmanischen Sultan wurde er 1775 zum Pascha erhoben und nach endgültigem Sieg über Dhaher 1777 zum Gouverneur der Provinz Sidon ernannt.:111 Zu seinem Regierungssitz wählte er 1779 Dhahers Zitadelle im befestigten Akkon.
Die Provinz Sidon baute Ahmad zu seinem persönlichen Herrschaftsbereich aus, regierte dort despotisch, aber blieb dem Osmanischen Reich loyal und wurde regelmäßig als Gouverneur bestätigt. Ahmad Pascha fehlten wirtschaftlicher Sachverstand, freundschaftliche und als Bosniake familiäre Beziehungen in seinem Machtbereich und die Fähigkeit, seiner Macht widerstreitende lokale und regionale Potentaten durch Zugeständnisse und Abkommen für sich zu gewinnen.:121seqq. Stattdessen setzte er auf Gewalt, um angebliche und tatsächliche Gegner zu beseitigen und potentielle Widersacher abzuschrecken.:74 Diese Gewalt, überzogen und brutal und zudem oft die Falschen treffend, verschreckte und wiegelte Viele zum Widerstand auf, was wiederum al-Dschazzār Pascha überall angebliche Verschwörer vermuten und dann verfolgen ließ.:146
Dazu unterhielt Dschazzār Pascha einen personalstarken Repressionsapparat aus teuren fremden Söldnern ohne Bindungen zu lokaler Bevölkerung,:159 die in der Zitadelle Akkon stationiert waren.:38–47 Die Zitadelle war nun auch Rückzugsort vor Rebellionen aus der Mitte der Einwohnerschaft.:172 Als Dschazzār Pascha erfuhr, dass einige seiner ägyptischen mamlukischen Söldner Beziehungen zu Damen seines Harems unterhielten, ging er drakonisch gegen die Verdächtigen vor, was eine Rebellion dieser Söldner auslöste, die sich im  Burǧ al-Chazna, Nordostturm der Zitadelle, verschanzten, wo er sie mit Hilfe bosniakischer Söldner im Mai 1789 belagerte.:143seqq. Die Mamluken drehten die Kanonen auf dem Turm in Richtung Altes Serail und drohten es zu zerstören, wodurch sie erfolgreich ihren freien Abzug erpressten.:143seqq.

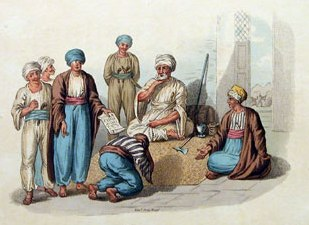
Ahmad al-Dschazzār Pascha (sitzend) verurteilt einen knienden Mann, daneben Ḥāyīm Farḥī (mit Akte in der Hand), 1819

Ahmad al-Dschazzār gewann den Damaszener Kaufmann Ḥāyīm Farḥī 'al-Muʿallim' (حاييم فرحي; 1760–1820) für seine Verwaltung als Finanzwesir, wobei er als jüdischer Ḏimmi völlig vom guten Willen al-Dschazzārs abhängig war.:161 Als Vertreter des Paschas, der nach Mekka pilgerte, wurde Farḥī 1794 Zielscheibe von dessen Gegnern, die Farḥī ins Gefängnis auf der Zitadelle warfen, wo sie ihm ein Auge, Nase und eine Ohrmuschel verstümmelten, bevor der Pascha ihn rettete.:161 Kurz vor al-Dschazzārs Tod, womit seine Amtszeit endete, kam Farḥī ein weiteres Mal in Haft, bevor al-Dschazzār ihn rehabilitierte.:162
Steigende Ausgaben erforderten höhere Steuerforderungen und -einnahmen, die z. B. ein neues obrigkeitliches Monopol im Getreidehandel einbringen sollte.:121 Die Zahl der Bauern sank, teils durch Flucht vor Repressalien oder Steuerexekution und schließlich in Folge Todes durch die Beulenpest 1786.:113 Akkoner und Galiläer wanderten ab und mehr und mehr Agrarflächen lagen brach.:121 Entsprechend sanken die Ernten, die Agrarexporte und die Einnahmen aus darauf erhobenen Zöllen, während die Unzufriedenheit in der verbliebenen Bevölkerung stieg.:83seqq.
In den 1750er Jahren hatte Frankreich, damals Marktführer in Kattunen, noch die Hälfte aller seiner Baumwollimporte des Mittelmeerraums über Akko aus dessen galiläischen Hinterland bezogen, 1789 überwogen Importe aus Smyrna und Thessalonike, die aber schon um mehr als das Doppelte von US-Lieferungen überflügelt wurden.:119 Die US-Produktion von Baumwolle stieg am Ende schneller als die ständig wachsende französische Baumwollnachfrage.:112–119 Dschazzārs Versuch aber, französische Käufer 1790 an Direktkäufen bei Bauern zu hindern, womit sie Exportabgaben umgehen wollten, ließ diese nach Beirut weiterziehen.:114
Die nächsten Jahre seiner Herrschaft waren geprägt durch die Versuche seinen Einfluss auf die Gebiete im nördlichen Libanon zu erweitern. Dazu nutze er die Rivalitäten zwischen den einflussreichen Klans aus, um diese gegeneinander auszuspielen. Diese Gebiete gehörten zwar der Provinz Sidon an, standen aber, außer in Finanzangelegenheiten, unter autonomer Verwaltung der Drusen (Emirat der Drusen). Emir war seit 1770 Yusuf Schihab. 1789 zwang Ahmad nach einer siegreichen Schlacht Yusuf zur Abdankung. Die libanesischen Oberhäupter wählten Baschir Schihab II. zu dessen Nachfolger. 1790 wurde Yusuf für eine Revolte im Libanon verantwortlich gemacht und auf Betreiben Ahmeds von Baschir II. hingerichtet.
Nach seinem Haddsch 1791 glaubte Dschazzār prospektive Rebellen an einem Zeichen an der Stirn erkennen zu können, weshalb er die gesamte Belegschaft seines Hafenbetriebs, des staatlichen Bauhofs und der Werkstätten, um die 200 Personen, antreten ließ.:175 All jene, auf deren Stirn er glaubte, besagtes Zeichen zu erkennen, ließ er zunächst einsperren und tags darauf außerhalb der Stadt ermorden.:175

## Verteidigung von Akkon
Ahmad ist am besten dafür bekannt, dass er Akkon gegen Napoleon Bonaparte während der Belagerung von 1799 verteidigte. Nach Napoleons Eroberung des türkisch beherrschten Ägypten beabsichtigte die französische Armee auch die Eroberung von Syrien und Palästina. Obwohl die Franzosen die Belagerung von al-Arisch, die Belagerung von Jaffa und sämtliche Kämpfe gegen die Osmanen auf dem offenen Feld siegreich abschließen konnten, waren sie nicht in der Lage, die Befestigungen von Akkon zu durchbrechen. Ihre Armee wurde durch Pest geschwächt und vom Nachschub abgeschnitten. Der Erfolg geschah aufgrund des englischen Commodore William Sidney Smith und Antoine Le Picard de Phélippeaux, die nach Akkon segelten und dem türkischen Kommandanten halfen, die Verteidigungen und die alten Mauern wieder einzusetzen, und ihn mit zusätzlichen Kanonen bemannt von Soldaten und Marines aus seinen Schiffen ausstatteten. Smith nutzte auch sein Seekommando, um die französische Belagerungsartillerie zu erbeuten, die von Schiffen aus Ägypten gesandt wurden, und um die französische Armee an der Nutzung der Küstenstraße von Jaffa zu hindern, indem die Truppen von der See aus bombardiert wurden.
Obwohl sowohl Napoleon als auch Ahmad Beistand von Baschir Schihab II. (1767–1850) erbaten, der als Führer der Schihab-Dynastie den Großteil des heute Libanon genannten Gebiets beherrschte, blieb Baschir neutral. Nach mehreren Monaten von Attacken wurde Napoleon gezwungen, sich zurückzuziehen. Sein Versuch, Ägypten und den Orient zu erobern, scheiterte.

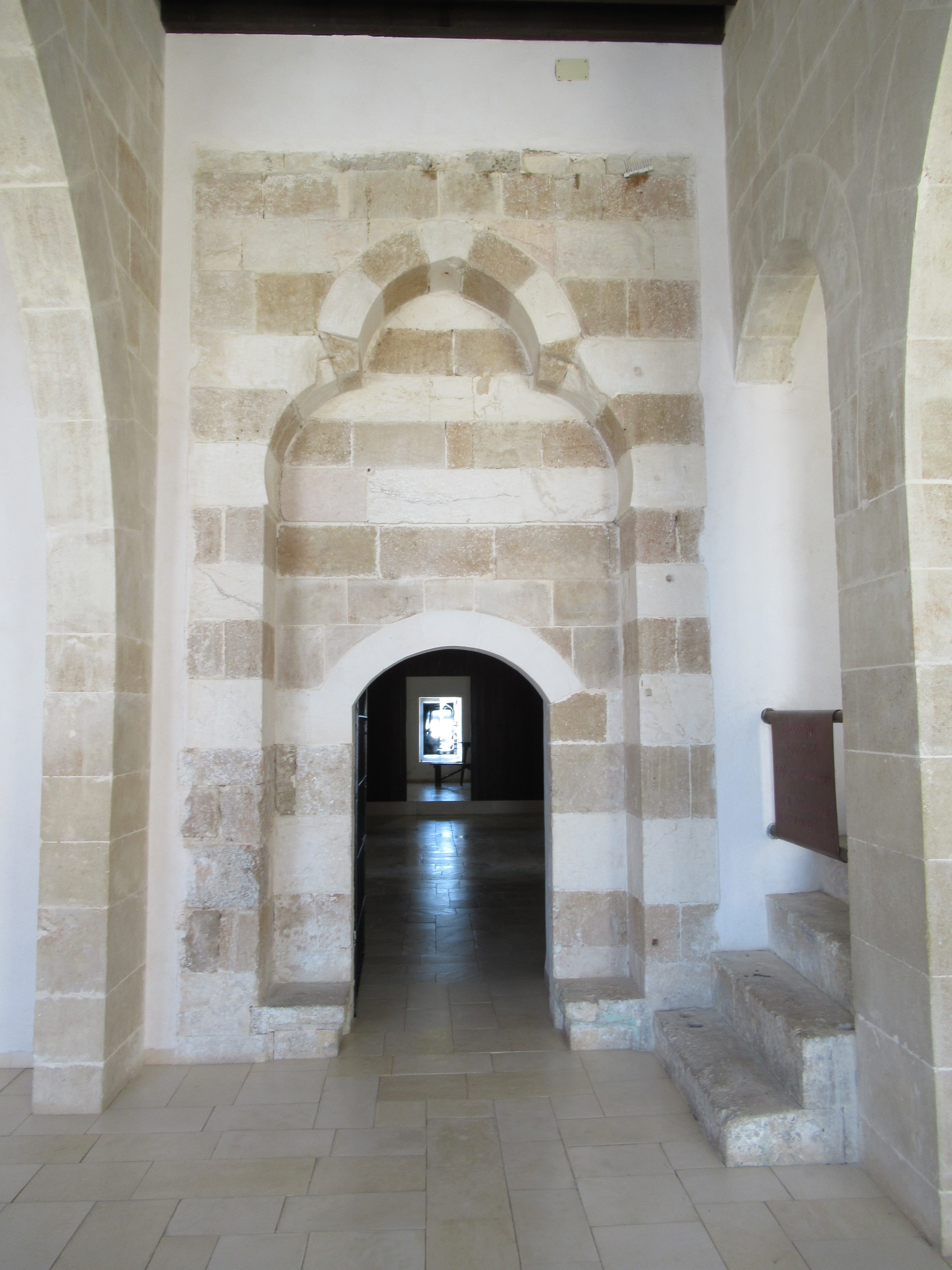
Nordwestturm der Zitadelle: Um 1797 erbautes Obergeschoss im Ablaq-Stil, 2018

## Bautätigkeiten
Mithilfe seines Finanzberaters Chaim Farhi leitete Ahmad ein wichtiges Bauprogramm ein. Dazu zählten die Befestigung der Stadtmauern, die Sanierung des Aquäduktes, das Wasser aus den Quellen bei Kabri brachte, und der Bau eines großen Hammāms (türkisches Bad). Den Nordwestturm der Zitadelle ließ Dschazzār Pascha um ein repräsentatives Obergeschoss im Ablaq-Stil (Mauerung abwechselnd in hellem und dunklem Stein) aufstocken, was um 1797 geschah, wie Bauforscher des Technions Anfang des 2. Jahrtausends herausfanden.
Nach überstandener 60-tägiger Belagerung durch Napoléon 1799 empfing Dschazzār Pascha 1801 in den neuen Repräsentationsräumen den Reisenden und Gelehrten Edward Clarke, wie dieser beschrieb. Im Osten baute Dschazzār al-Pascha am Vorhof der Zitadelle, Thomas Philipp nennt ihn Arsenal (also Zeughaus:231) einen Verwaltungsbau, den Diwan-Chan (خان الديوان). Er besteht aus drei prächtigen Räumen, davon einer für den Pascha, einen für seinen Wesir sowie einen für allgemeine Verwalter. Damals nannte man die Bauten um den östlichen Vorhof das Serail.
Eines der wichtigsten Wahrzeichen, die von Ahmad gebaut wurden, war die nach ihm benannte Dschazzar-Pascha-Moschee. Sie wurde im osmanischen Stil über ehemaligen muslimischen und christlichen Gebetshäusern errichtet und ist dafür bekannt, dass in ihr ein Haar aus dem Barte des Propheten Mohammed aufbewahrt wird. Ahmed und sein Adoptivsohn und Nachfolger Süleyman Pascha el-Adil wurden im Hof der Moschee begraben.